# سرام
سرام (به انگلیسی: Sedam) یک منطقهٔ مسکونی در هند است که در بخش گلبرگا واقع شده‌است. سرام ۵٫۵ کیلومتر مربع مساحت و ۳۹٬۳۴۱ نفر جمعیت دارد.